# Caylor Williams
Pour les articles homonymes, voir Williams.
Caylor Williams, né le 7 janvier 1991 à Melbourne, est un lutteur américain, disputant des compétitions de lutte gréco-romaine.

## Biographie
Aux Championnats panaméricains de lutte, Caylor Williams est médaillé de bronze en moins de 96 kg en 2013 et en moins de 98 kg en 2015.